# Sezures (Penalva do Castelo)
Sezures ist eine Gemeinde (Freguesia) im portugiesischen Kreis Penalva do Castelo. In ihr leben 606 Einwohner (Stand 19. April 2021).